# Elisabeth Kohler
Elisabeth Kohler (* vor 1800 in Wasen; † nach 1850 vermutlich in Hofwil) war eine Schweizer Pietistin.

## Leben
Die Herkunft und die Eltern von Elisabeth Kohler sind unbekannt.
Sie war mit einer ungewöhnlichen musikalischen und seelsorgerischen Begabung ausgerüstet. Im Wasen war sie, als tief religiöse Blinde, Mittelpunkt der von einem mystischen Pietismus sowie der Frömmigkeit der Heimberger Brüder geprägten Kreise.
Sie unternahm Reisen, um Brüder und Schwestern der, von David Tschanz gegründeten, Heimberger Brüder zu besuchen und mit ihnen zu „dorfen“ (in den Dorfstündlein sprachen die Brüder von ihren Erfahrungen; das Lesen und Erklären der Heiligen Schrift jedoch unterblieb dabei, weil man nicht in die Vorrechte der Kirche hineingreifen wollte).
Auf Bitten von Sophie von Lerber, Ehefrau von Beat Rudolf von Lerber (1788–1849), und der Frau des Polizeidirektors zog sie nach Bern; für ihren Unterhalt wurde gesorgt. Im Bauernhaus Ochsenscheuer im Sulgenbach in Bern führte das blinde Eisi ab den 1820er Jahren selbstständig ihren Haushalt, hielt Kinder in Kost und Pflege und erteilte ihnen Unterricht. Gottlieb Emanuel von Morlot (1788–1844) erhielt hier den Anstoss zur Gründung der ersten Blindenanstalt in Bern.
Bei ihr trafen sich in den späten 1820er Jahren Pietisten zur gegenseitigen Erbauung, so kehrten auch Heimberger Brüder ein, denn ihr Haus wurde zu einem Treffpunkt für Erweckte; in bewegten Zeiten konnte bei ihr gesungen und gebetet sowie in der Bibel gelesen werden. Es fand ein freier Austausch statt, Ratschläge wurden gegeben und es wurde getröstet.
Als eines der Zentren der bernischen Erweckungsbewegung fand im Oktober 1830 bei ihr die Vorbereitungs- und am 3. September 1831 die Gründungsversammlung der Evangelischen Gesellschaft des Kantons Bern statt.  Die Gründung war eine Reaktion auf den aufkommenden theologischen Liberalismus (Infragestellung der zentralen Bedeutung von Kreuz, Auferstehung und Wiederkunft Christi), der auch im Kanton Bern um sich griff. Ungefähr 50 Brüder waren damals bei ihr zusammengekommen, darunter Patrizier, Pfarrer, Theologiestudenten und Männer vom Land.
Seit 1848 lebte sie in Hofwil.